# The Sheriff of Stone Gulch
The Sheriff of Stone Gulch è un cortometraggio muto del 1913 diretto da Pat Hartigan e  interpretato da Ruth Roland.

## Produzione
Il film, prodotto dalla Kalem Company, fu girato a Santa Monica.

## Distribuzione
Distribuito dalla General Film Company, il film - un cortometraggio di una bobina - uscì nelle sale cinematografiche statunitensi il 3 marzo 1913.